# 库尔沙蓬
库尔沙蓬（法語：Courchapon，法語發音：[kuʁʃapɔ̃]）是法国杜省的一个市镇，位于该省西部，属于贝桑松区。

## 地理
库尔沙蓬（47°15'49"N, 5°44'50"E）面积5.31 平方千米，位于法国勃艮第-弗朗什-孔泰大區杜省，该省份为法国东部内陆省份，北起上索恩省，西接汝拉省，东部及东南部与瑞士接壤，东北部与贝尔福地区省接壤。
与库尔沙蓬接壤的市镇（或旧市镇、城区）包括：勒穆特罗、比尔日耶、埃特拉博讷、雅勒朗日、朗泰讷-韦蒂耶尔。

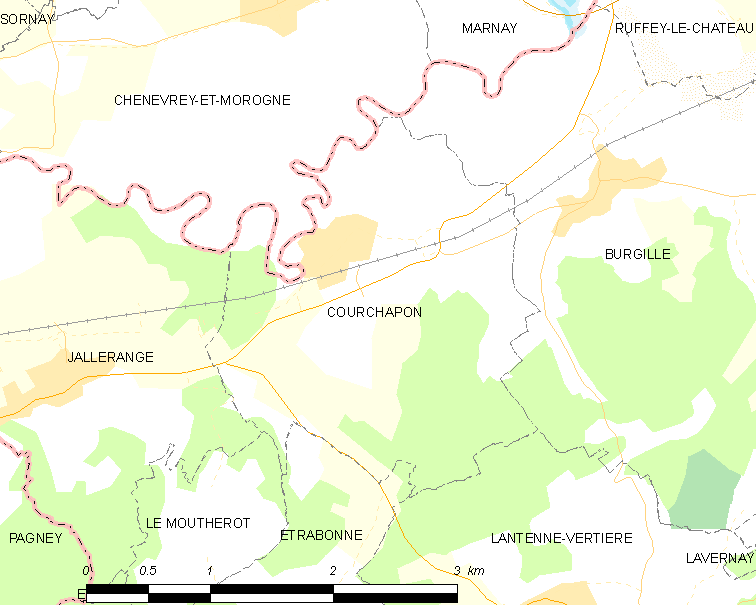
库尔沙蓬的OSM定位图

库尔沙蓬的时区为UTC+01:00、UTC+02:00（夏令时）。

## 行政
库尔沙蓬的邮政编码为25170，INSEE市镇编码为25172。

## 政治
库尔沙蓬所属的省级选区为圣维特县。

## 人口

1962-2008年间库尔沙蓬人口变化图示

库尔沙蓬于2022年1月1日时的人口数量为242人。